# Paolo Boccone

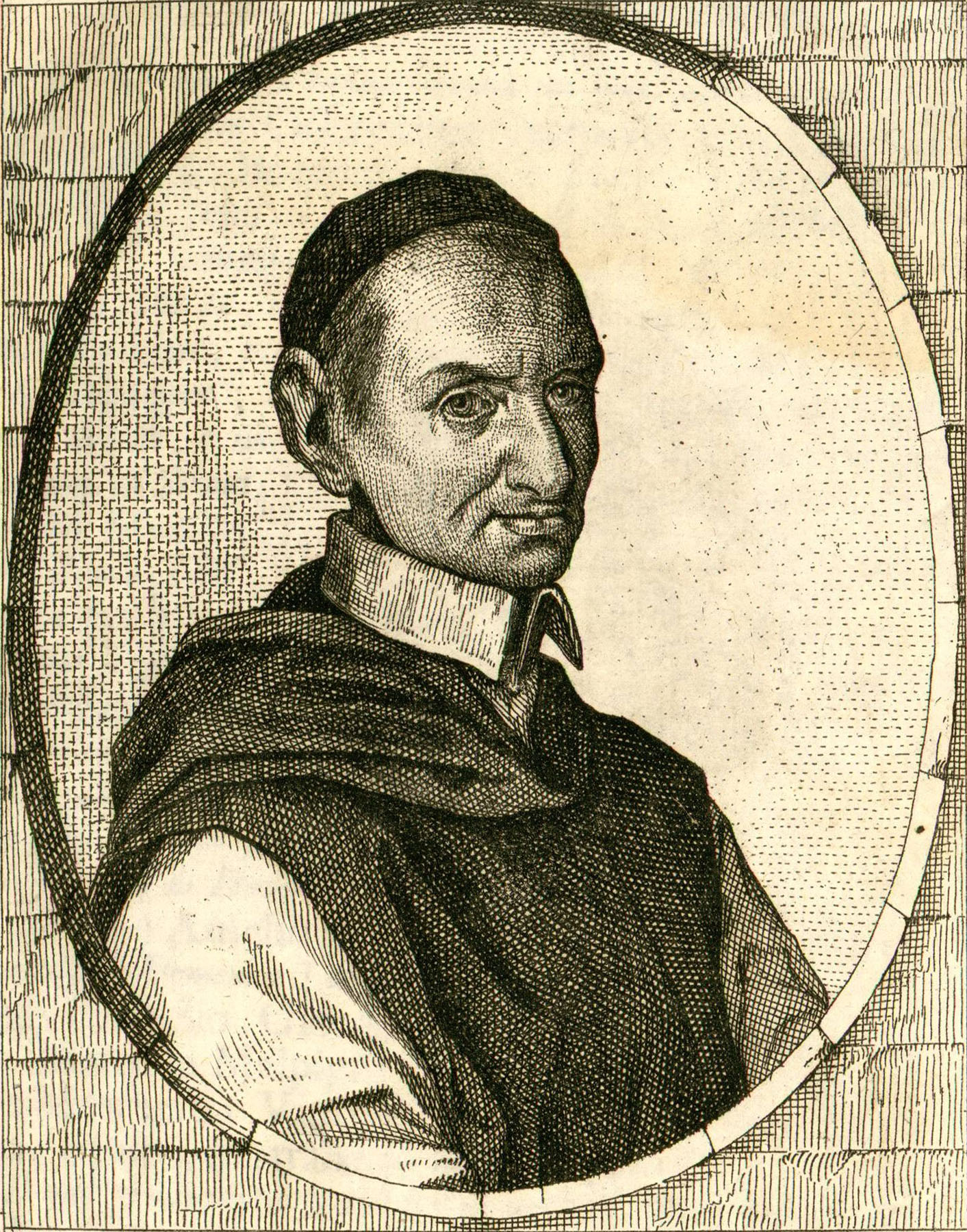
Paolo Boccone

Paolo Silvio Boccone (ur. 1633 w Palermo, zm. 1704 tamże) – włoski zakonnik z zakonu cystersów, botanik.
Autor wielu prac z botaniki. Wspierali go finansowo władcy Toskanii: Ferdinando II de' Medici i jego syn Cosimo III de' Medici, na których dworze pracował.

## Dzieła

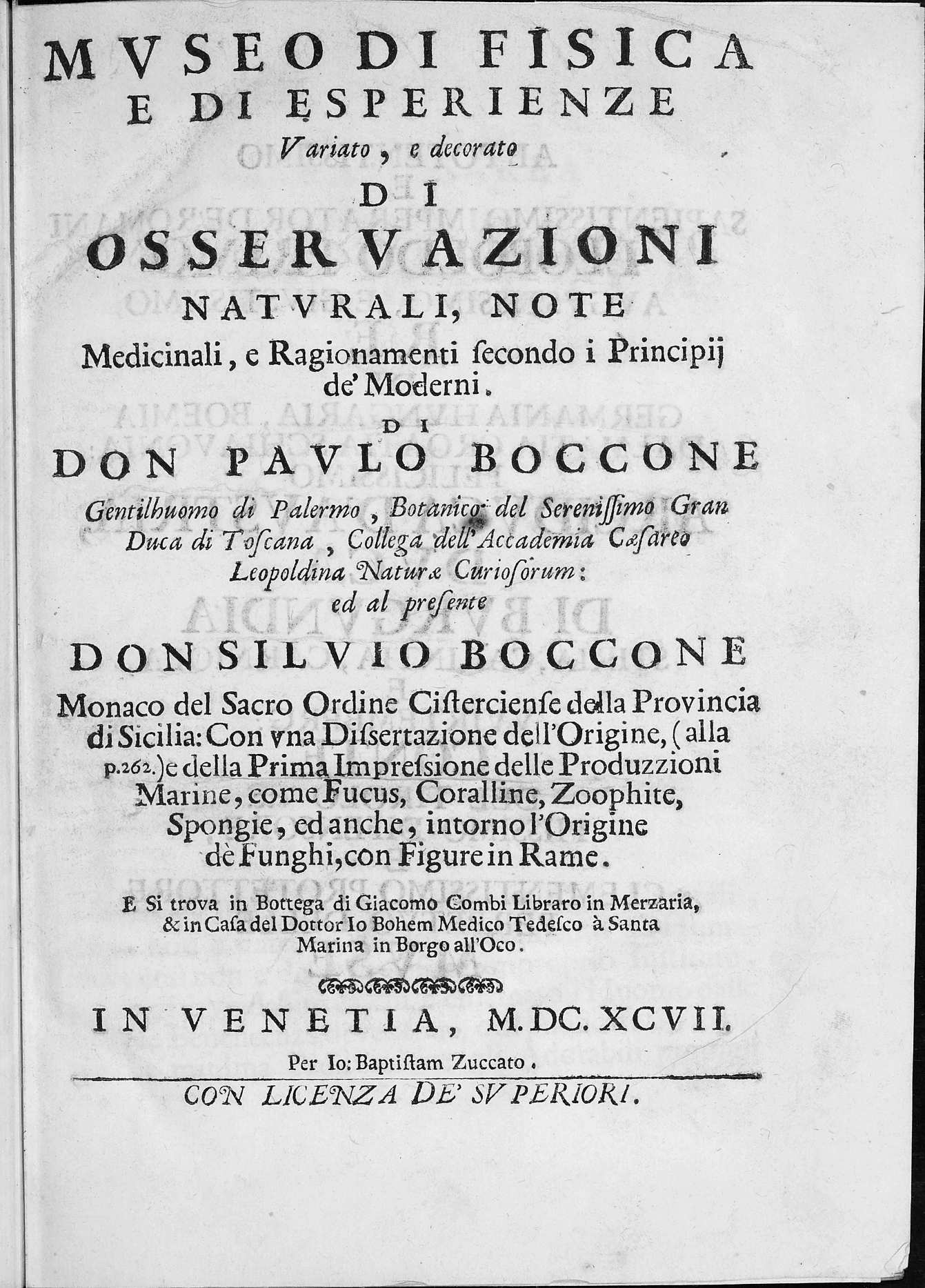
Museo di fisica e di esperienze, 1697

- Recherches & observations touchant le corail, la pierre étoilée, les pierres de figure de coquilles, etc...., Amsterdam, 1674.
- Recherches et observations naturelles. Amsterdam: Chez Jean Jansson, 1674.
- Icones et descriptiones rariorum plantarum Siciliae, Melitae, Galliae et Italiae... auctore Paulo Boccone,... (Edidit R. Morison.), Oxford, e theatro Sheldoniano, 1674. In-4 ?, XVI-96 p., fig.
- Icones et descriptiones rariorum plantarum Siciliae, Melitae, Galliae et Italiae... auctore Paulo Boccone,...cum praefatione Roberti Mossiockii, Lugduni, apud Robertum Scott, 1674.
- Novitiato ala segreteria del signore Paolo Boccone, gentiluomo di Palermo, lettura grata non meno a principi che a loro segretari, per mostrare con faciltà e brevità l'arte d'un accorto secretario, Genuae, apud haeredes Calenziani, sd. In-12°.
- Osservazioni naturali, ove si contengono materie medico-fisiche, e di botanica, produzioni naturali fossofori diversi, fuochi sotterranei d'Itali e altre curiosità, disposte en trattati familiari, Bononiae, apud Monolessos, 1684. In-12°.
- Lettre de Monsieur Boccone,... écrite à Mr. l'Abbé Bourdelot,... touchant l'embrasement du mont Etna, S. l. n. d. In-12, paginé 67-78, carte.
- Museo di fisica e di esperienze variato e decorato di osservazioni naturali, note medicinali..., Venetia : J. B. Zuccato, 1697. In-4 ?, VIII-319 p., pl. et portr.
- Della pietra Belzuar minerale siciliana lettera familiare, Monteleoni, apud Dominicum Ferrum, 1669.
- Museo di piante rare della Sicilia, Malta, Corsica, italia, Piemonte e Germania con figure 133 in rame, Venetiis, apud Ioannem Baptistam Zuccarum, 1697.
- Epistola botanica[1]